# Holy Fvck
Holy Fvck (стилизовано под заглавные буквы, с англ. — «Твою мать») — восьмой студийный альбом американской певицы Деми Ловато, выпущенный 19 августа 2022 года, за день до её тридцатилетнего юбилея. Альбом знаменует возвращение Ловато к рок-музыке, с которой она начала свою музыкальную карьеру. Продюсерами альбома выступили Oak, Алекс Найс и Ten4. Ловато выступила автором каждой песни в альбоме. Тексты песен повествуют о любви, сексе, преодолении трудностей, с использованием религиозных метафор.
В поддержку альбома было выпущено три сингла. Лид-сингл «Skin of My Teeth» был выпущен 10 июня 2022 года. Второй сингл, «Substance», был выпущен 15 июля, а третий сингл, «29», был выпущен 17 августа того же года. В поддержку альбома, певица отправилась в своё седьмое концертное турне, Holy Fvck.
Альбом получил положительные отзывы критиков, которые похвалили решение Ловато вернутся к рок-музыке. В коммерческом плане, альбом имеет умеренный успех. В американском Billboard 200 альбом дебютировал на седьмой строчке, став первым альбомом в карьере певицы, который не смог войти в топ-5 данного чарта. В других странах, альбом достиг топ-10 в Великобритании (№7), Шотландии (№6) и Португалии (№6), а также топ-40 в Новой Зеландии, Германии, Бельгии и Испании.

## Предпосылки
Ловато выпустила свой седьмой студийный альбом Dancing with the Devil...The Art of Starting Over 2 апреля 2021 года. Этот альбом ознаменовал собой возвращение певицы на музыкальную арену после передозировки наркотиков, случившейся с ней в 2018 году. 19 мая того же года она совершила каминг-аут как небинарная личность, и официально сменила местоимения при обращении к ней на «они» (нейтральная форма they в английском, которая не относится к конкретному полу).
Ловато впервые задумалась о том, какую музыку она хотела бы записать для своего восьмого студийного альбома в 2021 году, после выхода альбома американской рок-группы Dead Sara Ain't It Tragic, выпущенного в том же году. Она прокомментировала это так: «Это вновь зажгло пламя внутри меня. Я такая: 'Я хочу заниматься рок-музыкой'. Я видела их в туре, я была в восторге от их музыки и просто подумала: 'Это то, к чему я хочу вернуться'. Мне показалось это правильным, потому что я давно этим не занималась. Я хотел вернуться к своим корням».
В январе 2022 года Ловато выложила в социальные сети фото, на котором запечатлена она в компании Скутера Брауна и других участников её менеджмента. В подписи к фотографии было написано «Похороны моей поп-музыки», что навело на слухи о возвращении Ловато в рок-музыку, с которой она начала карьеру. В тот же период Ловато начала выкладывать в социальные сети отрывки новых песен из студии звукозаписи. Новый материал имел характерное рок-звучание. Ловато заявила, что её грядущий альбом будет звучать подобно её первым двум альбомам — Don't Forget (2008) и Here We Go Again (2009). В интервью журналу Rolling Stone в феврале 2022 года Ловато подтвердила возвращение к эмо-року, который «напоминал мою первую эру». Ловато, однако, пояснила, что её новый студийный альбом будет отличаться от ее дебютного альбома Don't Forget тем, что в нём есть «тяжесть» не в лирическом плане, а «тяжесть, как в некоторых звуках, которые я раньше не делала». Ловато также поговорила с Inked, подтвердив, что её новый альбом «определенно не R&B или соул, я бы сказала, что в нем больше рока, чем чего-либо ещё», и что он был вдохновлен панк-рок музыкантами, которых Ловато в настоящее время слушает, такими как Royal & the Serpent и Turnstile.
В Instagram-сторис в апреле 2022 года певица подтвердила свой предстоящий альбом, чтобы поразмышлять о «взлетах и падениях артистки во время ее личного путешествия». Далее Ловато объяснила: «Я испытываю эмоции, слушая свой новый альбом, потому что я так им горжусь», а также назвала его своим «абсолютным лучшим на сегодняшний день и таким репрезентативным для меня, с чего я начинала и кем я являюсь сегодня». На тот момент до выхода ведущего сингла оставалось всего несколько недель, согласно общению Ловато с фанатами.

## Музыка и лирика
Ещё когда я работала на Disney Channel, я знала, что смогу быть такой жёсткой, но только недавно я почувствовала, что смогу добиться такого звучания [...] во мне было столько гнева с тех пор, как я закончила лечение. Эти новые песни о том, как вернуть себе силу и овладеть своим гневом — то, что я годами откладывала в сторону, потому что думала, что это сделает меня менее духовной
Holy Fvck демонстрирует сильное изменение в звучании для Ловато, являясь хард-рок-альбомом с элементами метала и поп-панка. Одна из лирических тем альбома имеет религиозный подтекст, что, как Ловато рассказала британскому изданию Vogue, «вышло лишь в процессе написания. Я хотела вернуть свою силу. Я выросла в церкви как христианка, и у меня был некоторый гнев по отношению к ней. Будучи квиром, я определённо чувствовала, что меня неправильно поняли». Ловато также назвала Holy Fvck своим самым аутентичным альбомом на сегодняшний день и сказала, что гордится своей предыдущей работой, но «она не сделала меня счастливой. Я всегда чувствовал какую-то пустоту, потому что пыталась быть кем-то, кем я не была. Теперь я идентифицирую себя как небинарную персону, поэтому, когда я говорю: 'Я бы тебе нравилась больше, если бы я всё ещё была ею', это также отсылка к людям, которые хотят, чтобы я оставалась той, кем они хотели, чтобы я была в их глазах».

### Песни
Открывающий трек альбома, «Freak», при участии британского певца Yungblud, включает в себя «карнавальные гитары в стиле готик-рока и всплески индустриального глэма и хардкора». Ловато сетует на свой статус «куска мяса», разделанного для развлечения, с текстом «пришла из-за травмы, осталась из-за драмы». «Skin of My Teeth» получил сравнение радиостанцией NPR с поп-рок-звучанием «Celebrity Skin» группы Hole с вокальными наигранностями «Born This Way» Леди Гаги и получил похвалу от Loudwire за борьбу с зависимостью, описывая его как «немедленное ощущение срочности, открывающееся двумя ударами и несколькими аккордами», после чего Ловато начинает петь сардоническим вокальным тоном.
Третий трек и второй сингл, «Substance» был описан Эмили Землер из Rolling Stone как «хриплая», «гимническая поп-панк» песня, с Ловато, громко поющей под гитары и барабаны, вдохновлённой ранними годами панк-музыки. Текст, присутствующий в песне, является прямой критикой современного общества, а также напоминает о предыдущих проблемах Ловато, связанных с наркотиками, и проблемах с психическим здоровьем. «Eat Me», при участии Royal & the Serpent, четвёртый трек альбома, и Марк Бомонт из The Independent сравнил его с «более изощрённым синти-роком Muse» и «переключает внимание с неё самой на индустрию, которая приковала её к своим прибыльным ожиданиям. 'Будь более предсказуемой, будь менее политизированной, не слишком оригинальной, сохраняй традиции, но оставайся индивидуальностью', — стонет она, перечисляя советы её менеджмента, прежде чем вернуться к припеву пауэр-панка: 'Я знаю девушку, которую ты обожал, она мертва, пришло время, чёрт возьми, скорбеть… тебе придется съесть меня такой, какая я есть'». USA Today сравнили трек с музыкой Nine Inch Nails, в которой Ловато и Royal & the Serpent «крадутся на цыпочках в ползучей готической атмосфере, прежде чем песня взорвется огненным шаром гнева».

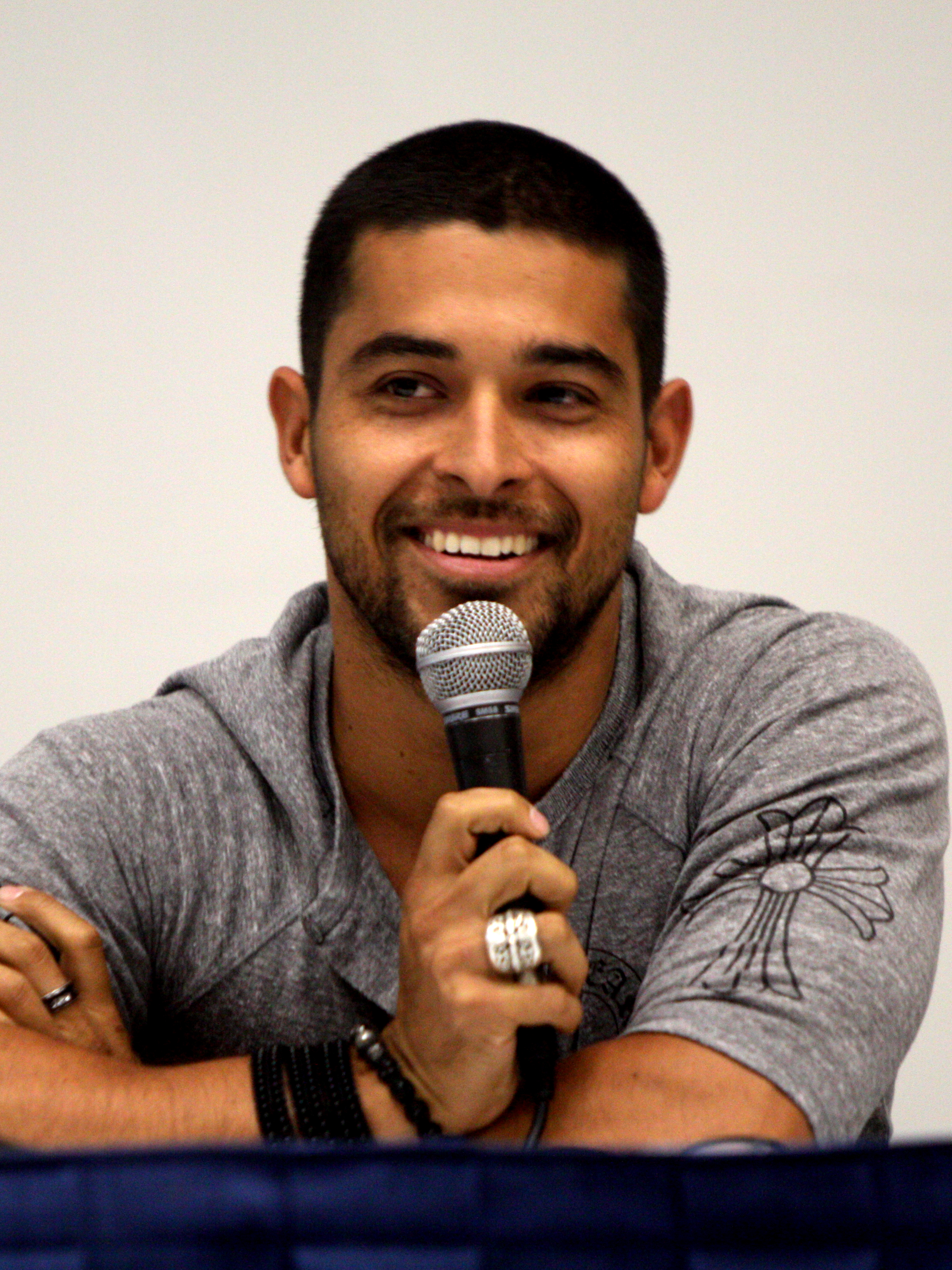
По предположению СМИ, шестой трек в альбоме, «29», посвящён бывшему парню певицы, Уилмеру Вальдерраме (на фото). Разница в возрасте пары на момент отношений составляла 12 лет.

Пятый трек является заглавным треком альбома, и Келли Олгрим из Insider Inc. назвала его «солидным, хриплым хедбэком», с текстами «библейских образов», которые «намекают на секс так хорошо, что это кажется священным». Шестой трек «29» был описан Джеймсом Холлом из The Daily Telegraph как «парящий кусок дружественного к радио рока», и содержит тексты, отсылающие к возрастным различиям в отношениях, и СМИ предполагают, что темой песни является бывший бойфренд Ловато Уилмер Вальдеррама. «Happy Ending» был описан как «зажигательный удар по гранж-поп-самоанализу», а Ловато призналась, что скучает по своим порокам: «демоны зовут и разрывают меня в клочья».
Восьмой трек, «Heaven» является «индустриальным гот-роком», песня, в которой присутствует «глэм-барабанный бой», и которую сравнили с «звучащей как смесь The Sweet и Megadeth». В интервью Los Angeles Times Ловато утверждает, что текст песни «на самом деле основан на библейском стихе», далее поясняя: «В Евангелии от Матфея 5:30 говорится: 'Если твоя правая рука заставляет тебя грешить, отсеки ее; [ибо] лучше потерять одну часть своего тела, чем всё твоё тело в аду'. Это был библейский стих, который я слышала с тех пор, как был молода — слишком молода, чтобы знать, что такое мастурбация. И теперь у меня есть своя собственная [коллекция] секс-игрушек. Мастурбация может быть формой заботы о себе, это совсем не то, чего нужно стыдиться». «City of Angels» — девятый трек Holy Fvck, и Бомонт сравнил его с музыкой Аврил Лавин и Blink-182, с текстами, основанными на сексуальных намёках, в которых «Ловато воображает 'крещение' широкого спектра достопримечательностей Лос-Анджелеса от Viper Room до Splash Mountain». Десятый трек «Bones», по словам Ханны Милреа из NME, является «вызывающим мош-пит брачным призывом», который включает в себя «пульсирующие риффы Royal Blood и мурлыкающий припев Ловато, начинающийся с откровенного заявления 'позволь попрыгать на твоих костях'».
«Dead Friends», тринадцатый трек представляет собой «потрясающий джем-сейшн в стиле поп-панк, наполненный быстрыми гитарами и множеством барабанных ритмов двойного времени», и, как сказала Ловато в интервью британскому Vogue, изначально это была «более медленная песня, но в итоге я превратила её в более быструю. Я хотела отдать дань уважения друзьям, по которым я скучала, сохраняя при этом приподнятое настроение и хорошее самочувствие». Пятнадцатый трек «Feed» «начинается как фортепианная баллада, перечисляющая 'шрамы, которые я причинила, и шрамы, которые я заработала', прежде чем она превращается в грубое празднование самореализации и решимости. 'Я решаю, кого кормить' становится простой, но убедительной мантрой посреди хаоса». «4 Ever 4 Me» — шестнадцатый и финальный трек на Holy Fvck, песня о любви, которую Оливия Хорн из Pitchfork сравнила с музыкой the Goo Goo Dolls, которая «окутывает Ловато акустическими аккордами и сладко-горькими струнами, когда она поёт новому партнеру о желании встретиться с его матерью».

## Продвижение
6 июня было анонсировано название, дата релиза, обложка и открыт предзаказ альбома Holy Fvck. Также было анонсировано, что альбом будет состоять из 16 песен.
9 июня 2022 года, за день до релиза, Ловато исполнила лид-сингл «Skin of My Teeth» на «Вечернеем шоу с Джимми Фэллоном». 7 июня был анонсирован концертный тур Holy Fvck в поддержку альбома, который начался 13 августа и закончится 6 ноября 2022 года. В рамках турне запланированы концерты в Северной и Латинской Америке. Этой первый тур Ловато за 4 года. Последний её тур Tell Me You Love Me был прерван в июле 2018 года из-за передозировки наркотиков. 14 июля Ловато исполнила сингл «Substance» на шоу «Джимми Киммел в прямом эфире». В тот же день был раскрыт треклист альбома.
На официальном сайте Ловато альбом был доступен с тремя альтернативными обложками. Эти версии альбома продавались лишь на международном рынке и недоступны в США.

## Синглы
Ловато подтвердила, что главный сингл будет называться «Skin of My Teeth» 23 мая 2022 года, косвенно через короткий твит, который был ответом на предположения фанатов. Несколько дней спустя Ловато официально объявила о выходе песни и поделилась обложкой сингла. Премьера сингла вместе с видеоклипом состоялась 10 июня 2022 года. Режиссёром клипа выступил Ник Харвуд.
15 июля состоялся релиз второго сингла и видеоклипа «Substance». Режиссёром клипа выступил Коди Критчелоу.
Согласно Billboard, третьим синглом из альбома станет песня «29». По мнению многих изданий, песня посвящена бывшему парню певицу, Уилмеру Вальдемарре, который начал встречаться с Ловато, когда ей было 17, а ему 29. Сингл был официально выпущен 17 августа 2022. «29» дебютировал на 96-й строчке чарта Billboard Hot 100, став первым синглом из альбома, который смог дебютировать в нём. Также, сингл достиг 7 и 8 позиции в чартах Hot Alternative Songs и Hot Rock Songs соответственно. В Канаде сингл дебютировал на 95-й позиции.

## Критический приём
| Совокупная оценка    | Совокупная оценка                                                        |
| Источник             | Оценка                                                                   |
| -------------------- | ------------------------------------------------------------------------ |
| AnyDecentMusic?      | 7.2/10                                                                   |
| Metacritic           | 78/100                                                                   |
| Оценки критиков      |                                                                          |
| Источник             | Оценка                                                                   |
| AllMusic             | [ 55 ]                                                                   |
| The Arts Desk        | [ 56 ]                                                                   |
| Clash                | 7/10                                                                     |
| The Daily Telegraph  | 3 из 5 звёзд · 3 из 5 звёзд · 3 из 5 звёзд · 3 из 5 звёзд · 3 из 5 звёзд |
| The Independent      | [ 58 ]                                                                   |
| The Line of Best Fit | 8/10                                                                     |
| NME                  | [ 60 ]                                                                   |
| Pitchfork            | 6.5/10                                                                   |
| Sputnikmusic         | [ 62 ]                                                                   |

Holy Fvck получил положительные отзывы от критиков. На сайте-агрегаторе Metacritic альбом имеет среднюю оценку в 77 баллов из 100 на основе 8 отзывов, что является лучшим результатом в её карьере.
В обозе для The Independent, Марк Бомонт положительно отозвался об альбоме, описав Holy Fvck как «похотливый альбом возрождения хард-рока» и как «классическую пластинку с поп-фасадом, наполненную вызовом и настоящим возрождением». Джордж Гриффитс из Official Charts Company назвал его «мрачной и опасной коллекцией громких поп-панковских песен, которые содержат некоторые действительно искренние, душераздирающие лирические откровения». Clash в обзоре, написанном Эмили Свингл отметил, что «сердитый, с мрачным панк-роковым настроем, это альбом, который процветает в своей тяжести, обжигающий ядом и восхитительно смелый. [Holy Fvck] действительно доказывает, что Ловато — многогранная сила, с которой нужно считаться, и это имеет свой блеск».
В более критическом обзоре для Pitchfork, Оливия Хорн написала, что «по-настоящему интересно видеть, как Ловато переходит в режим хаоса на Holy Fvck, предпочитая идти напролом, а не публично исправлять себя», и «в гневе есть много места для юмора и непочтительности», похвалив «Substance», «29» и вокал Ловато. Хорн также отметила, что «временами Ловато доводит непочтительность до крайности», ссылаясь на обложку альбома и сексуальную лирику некоторых песен, и что «к середине альбома вы начинаете желать чуть больше утонченности».
Дав альбому три из пяти звёзд, автор от NME Ханна Майлри также была критична. Она похвалила «Substance» и «дерзкий» «City of Angels» как «галопирующие моменты поп-панка», а также «мощный вокал Ловато», который «сияет повсюду, сочится эмоциями и демонстрирует впечатляющую технику», и критически отозвалась о «медленных, слащавых сокращениях, таких как 'Happy Ending', '4 Ever 4 Me' и 'Wasted'», а также о длине треклиста.

### Рейтинги
| Публикация    | Рейтинг                       | Позиция      | Ист.   |
| ------------- | ----------------------------- | ------------ | ------ |
| Billboard     | 20 лучших прайд-альбомов 2022 | Без рейтинга | [ 65 ] |
| Billboard     | 50 лучших альбомов 2022       | 39           | [ 66 ] |
| PopCrush      | 15 лучших поп-альбомов 2022   | Без рейтинга | [ 67 ] |
| PopMatters    | 80 лучших альбомов 2022       | 71           | [ 68 ] |
| RIFF Magazine | 67 лучших альбомов 2022       | 23           | [ 69 ] |

## Коммерческий приём
В США альбом дебютировал на седьмой позиции в чарте Billboard 200 с продажами в 33,000 копий, став первым альбомом певицы, не вошедшим в топ-5 данного чарта. До этого, самым низким результатом в карьере певицы был дебют на четвёртой позиции альбома Unbroken в 2011 году. Также альбом зарегистрировал самые низкие дебютные продажи альбома в её карьере, продолжив тенденцию на убывание, которая началась с альбома Confident. Помимо сводного альбомного чарта, Holy Fvck также дебютировал на вершину чартов Top Alternative Albums и Top Rock Albums, став первым альбомом Ловато, вошедшим в данные чарты. В Великобритании и Шотландии альбом дебютировал на седьмой и шестой позиции местных чартов соответственно.
В Австралии, альбом дебютировал в национальном чарте на 47-й позиции, став первым альбомом певицы, с Don't Forget, не вошедшим в топ-40 данного хит парада. В Новой Зеландии альбом также получил самый низкий дебют в карьере Ловато, стартовав лишь на 36-й строчке местного чарта. В Ирландии альбом дебютировал на 89-й позиции в региональном чарте, что является худшим результатом в её карьере. В Испании альбом дебютировал на 19-й позиции в национальном альбомном чарте, став первым альбомом Ловато, после Unbroken, не сумевшим достигнуть топ-10. Альбом имел более положительный дебют в Португалии, достигнув шестой строчки местного чарта, став третьим альбомом Ловато, после Confident и Dancing with the Devil...The Art of Starting Over, сумевшим войти в топ-10 в этой стране.

## Список композиций
Слова и музыка всех песен — Деми Ловато, Уоррен «Oak» Филдер, Алекс Найсфоро, Кит «Ten4» Соррельс. Продюсерами всех песен выступили Oak, Алекс Найс и Ten4. Дополнительные авторы и продюсеры представлены ниже..
| №                   | Название                                   | Автор(ы)                                 | Продюсер            | Длительность |
| ------------------- | ------------------------------------------ | ---------------------------------------- | ------------------- | ------------ |
| 1.                  | «Freak» (при участии Yungblud)             | Лора Вельц Майкл Поллак Доминик Харрисон | Крис Грейтти[a]     | 2:36         |
| 2.                  | «Skin of My Teeth»                         | Вельц Аарон Пакетт                       |                     | 2:42         |
| 3.                  | «Substance»                                | Вельц Джутс                              |                     | 2:40         |
| 4.                  | «Eat Me» (при участии Royal & the Serpent) | Вельц Райан Сантьяго                     |                     | 3:00         |
| 5.                  | «Holy Fvck»                                | Вельц Салем Льезе Даверн                 |                     | 2:34         |
| 6.                  | «29»                                       | Вельц Шон Дуглас                         |                     | 2:43         |
| 7.                  | «Happy Ending»                             | Вельц Джутс Митч Аллан                   | Аллан               | 3:49         |
| 8.                  | «Heaven»                                   | Вельц Пакетт                             |                     | 2:27         |
| 9.                  | «City of Angels»                           | Аллан Джутс Даверн                       | Аллан               | 2:51         |
| 10.                 | «Bones»                                    | Эмили Армстронг Сьюзан Мидли Шон Фрайдей |                     | 2:31         |
| 11.                 | «Wasted»                                   | Вельц Дуглас                             |                     | 3:03         |
| 12.                 | «Come Together»                            | Вельц Дуглас                             |                     | 3:33         |
| 13.                 | «Dead Friends»                             | Вельц Сэм Эллис                          |                     | 2:57         |
| 14.                 | «Help Me» (при участии Dead Sara)          | Армстронг Мидли Фрайдей                  |                     | 3:23         |
| 15.                 | «Feed»                                     | Вельц Дэниел Ташиан Джей Ти Дэли         |                     | 3:13         |
| 16.                 | «4 Ever 4 Me»                              | Вельц Аллан Сьюзан Джойс                 | Аллан               | 3:46         |
| Общая длительность: | Общая длительность:                        | Общая длительность:                      | Общая длительность: | 47:48        |

## Участники записи
С официального сайта Ловато.
Музыканты
- Деми Ловато — вокал (все треки), бэк-вокал (9)
- Кит «Ten4» Сорреллс — бас-гитара, программирование (все треки); ударные (1-15), бэк-вокал (1, 2, 4-8, 11-13, 15), гитара (1-6, 8-16)
- Алекс Найс — бэк-вокал (1, 2, 5-9, 11-13, 15), барабаны (1), гитара (1-3, 5, 6, 8-16), программирование (5-16)
- Оук Фелдер — клавишные, программирование (все треки); бэк-вокал (2, 4-8, 11-13, 15), барабаны (5-7, 9-15)
- Лаура Вельц — бэк-вокал (1, 4-8, 12, 13, 15)
- Майкл Поллак — бэк-вокал (1)
- Лил Аарон — бэк-вокал (2, 8)
- Салем Илезе — бэк-вокал (5, 9)
- Шон Дуглас — бэк-вокал (6, 11, 12)
- Митч Аллан — бэк-вокал (7, 9), гитара (7, 9, 16), программирование (7, 16)
- Калеб Хулин — гитара (7)
- Джутс — бэк-вокал (9)
- Сэм Эллис — бэк-вокал (13)
- Джей Ти Дейли — бэк-вокал (15)
- Давиде Росси — виолончель, альт, скрипка (16)

Техобслуживание
- Крис Герингер — мастеринг
- Адам Хокинс — сведение (1, 5, 11, 12)
- Мэнни Маррокин — смешивание (2, 3, 6)
- Нил Аврон — смешивание (4, 7)
- Кит «Ten4» Сорреллс — сведение (8-10, 13-16)
- Оук Фелдер — инжиниринг
- Оскар Линнандер — инжмниринг (1, 3-16)
- Крис Галланд — микширование (3)
- Калеб Хулин — дополнительный инженер (7)
- Энтони Вилчис — ассистент микширования (6)
- Трей Стейшн — помощь в микшировании (6)
- Зак Перейра — ассистент по микшированию (6)

Дизайн и менеджмент
- Иэн Аллен — деловые вопросы
- Брэндон Боуэн — фотография, художественные работы
- Скутер Браун — менеджмент
- Карли Брехер — менеджмент
- Carroll, Guido, Groffman, Cohen, Bar & Karalian LLC — юридические консультации
- Том С. Дэвис III — деловые вопросы
- Донна Фетчко — деловые вопросы
- Коллин Флетчер — художественное направление, дизайн
- Дэвид Грей — A&R
- Нагина Лейн — цифровой маркетинг
- Пол Лейн — производство упаковки
- Макэндрю Мартин — художественное направление, дизайн
- Дженнифер Макдэниелс — менеджмент
- Дженна Макфейл — деловые вопросы
- Эрика Пол — цифровой маркетинг
- Джордан Пертит — координация A&R
- Таво Роиг — цифровой маркетинг
- Габриэль Розен — администрация A&R
- Скайлер Саламон — деловые вопросы
- Доминик Таверна — цифровой маркетинг
- Шарон Тимур — маркетинг
- Антуанетта Тротман — деловые вопросы
- Ник Верне — креативное направление
- Джеки Винклер — A&R

## Чарты
| Чарт (2022)                            | Высшая позиция |
| -------------------------------------- | -------------- |
| Австралия (ARIA)                       | 47             |
| Австрия (Ö3 Austria)                   | 74             |
| Бельгия/Фландрия (Ultratop)            | 14             |
| Бельгия/Валлония (Ultratop)            | 52             |
| Канада (Canadian Albums Chart)         | 45             |
| Нидерланды (Album Top 100)             | 45             |
| Франция (SNEP)                         | 87             |
| Германия (Offizielle Top 100)          | 26             |
| Ирландия (IRMA)                        | 89             |
| Новая Зеландия (RMNZ)                  | 36             |
| Португалия (AFP)                       | 6              |
| Шотландия (Scottish Albums Chart)      | 6              |
| Испания (PROMUSICAE)                   | 19             |
| Швейцария (Schweizer Hitparade)        | 41             |
| Великобритания (UK Albums Chart)       | 7              |
| США (Billboard 200)                    | 7              |
| США (Billboard Top Alternative Albums) | 1              |
| США (Billboard Top Rock Albums)        | 1              |

## История выпуска
| Регион | Дата             | Формат                                               | Лейбл  | Ист.   |
| ------ | ---------------- | ---------------------------------------------------- | ------ | ------ |
| Мир    | 19 августа 2022  | CD цифровая дистрибуция стриминг виниловая пластинка | Island | [ 97 ] |
| Мир    | 30 сентября 2022 | Кассета                                              | Island | [ 98 ] |